# Península de Yasenskaya
A península de Yasenskaya (em russo:  Ясе́нская коса, transl. Yasénskaya kosa) é um cordão peninsular arenoso no leste do mar de Azov localizada no raion de Primorsko-Akhtarskiy, krai de Krasnodar. A península começa ao norte de Morozovskiy e estende-se por 14 km até Yasenskaya Pereprava. A península é uma estância termal de importância local desde 1997 e uma área especialmente protegida desde 2019, e os seus limites foram determinados em 2011. Faz parte da área importante para a preservação de aves (IBA) do lago Khanskoye.
A península de Yasenskaya tem sido intensamente destruída nos últimos 20–30 anos. Entre 1948 e 2006, a área de erosão ao longo de 10 km da parte marinha da península foi de 2,4 km² (cerca de 5 milhões de m³), com até 12–15 m de área erodida por ano desde 1994. Outros processos naturais que contribuem para a destruição da península são o aquecimento global, o aumento do nível do mar de Azov e o aumento do número e da intensidade de ciclones na costa. Lagoas e canais também são criados e grandes volumes de coquinas são transportados da península. Como resultado destes processos naturais e de impactos antrópicos, ocorrem danos às plantações artificiais de eleagnos e espinheiros-marítimos, plantadas em meados do século XX e que protegem Yasenskaya da erosão hídrica e eólica.